# 거래완료
거래완료(Good Deal)는 한국에서 제작된 조경호 감독의 2021년 영화이다. 전석호 등이 주연으로 출연하였다.

## 출연

### 주연
- 전석호
- 태인호
- 조성하
- 이원종
- 최예빈
- 최희진
- 채서은
- 이규현
- 이교형
- 권일
- 임승민

### 조연
- 김민엽
- 엄서현

## 제작진
- 프로듀서: 이승무
- 프로듀서: 최용배